# Gomphoceroides albomarginis
Gomphoceroides albomarginis är en insektsart som beskrevs av Zheng, Z. och Yali Han 1998. Gomphoceroides albomarginis ingår i släktet Gomphoceroides och familjen gräshoppor. Inga underarter finns listade i Catalogue of Life.